# God’s Squad CMC
God’s Squad CMC, GSCMC (рус. «Божий Отряд») — христианский мотоклуб. Был основан в конце 1960-х годов в Сиднее, Австралия и реформирован Джоном «Bullfrog» Смитом в 1972 году в Мельбурне.

## История
Клуб считается одним из старейших христианских backpatch мотоклубов в мире.. Миссия клуба в первую очередь направлена на свидетельство о подлинной христианской жизни среди байкерских клубов «вне закона» и связанных с ними групп. 
Первые два десятилетия истории мотоклуба хорошо задокументированы в автобиографии Джона Смита «On the side of the angels». Книга была впервые опубликована в середине 80-х годов, обновлена и переиздана в 2006 и в 2015 годах.

## Отделения
Отделения клуба (англ. сhapters) существуют в 14 странах мира: Австралии, Великобритании, Германии, Ирландии, Литве, Нидерландах, Новой Зеландии, Норвегии, Польше, США, Украине, Финляндии, Швеции и Эстонии. Так же в ряде стран действуют support-отделения мотоклуба.